# Turmhaldenstrasse

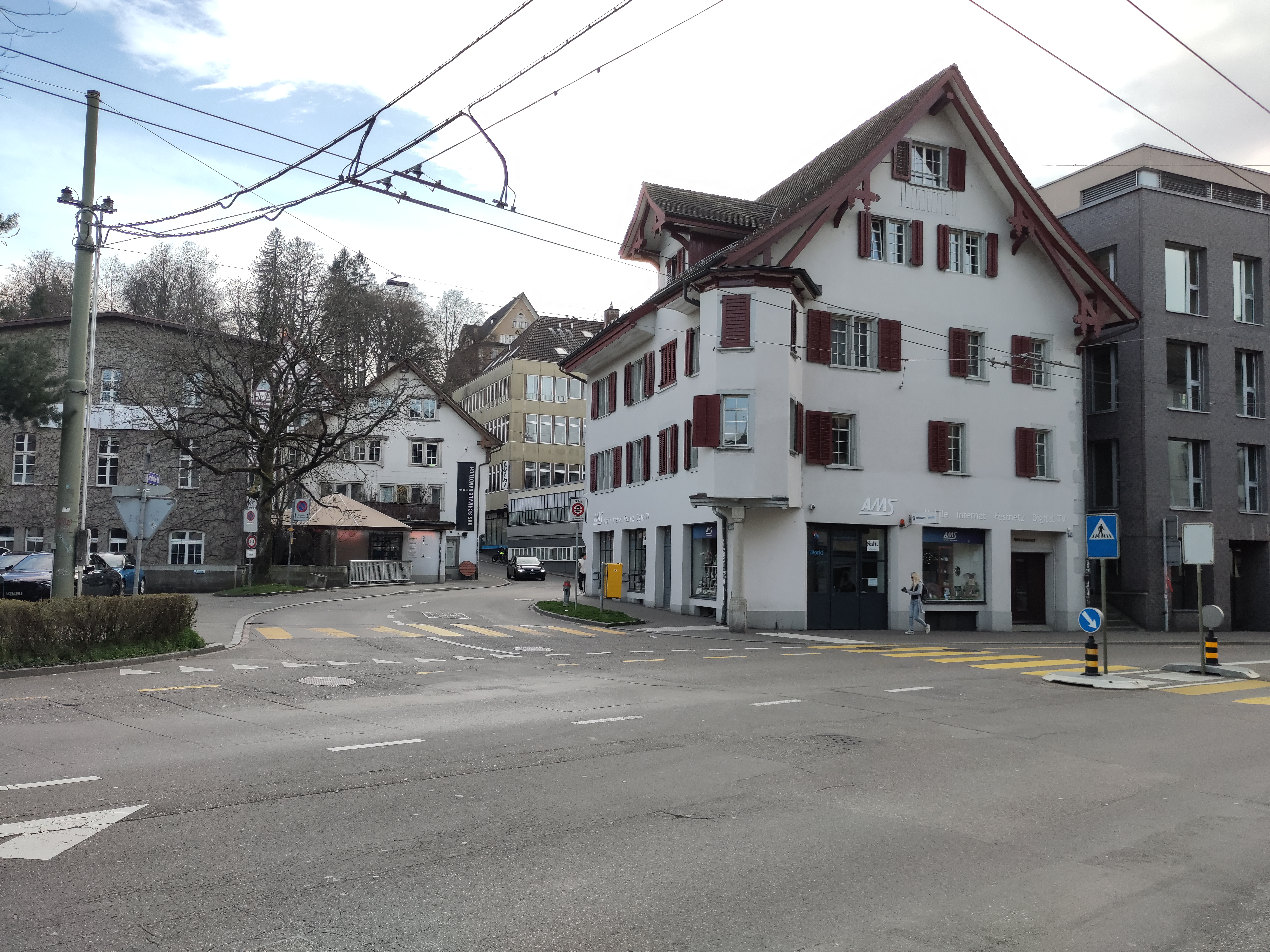
Die Turmhaldenstrasse von der Technikumstrasse her gesehen

Die Turmhaldenstrasse ist eine etwa 375 m lange Strasse in Winterthur im Schweizer Kanton Zürich, die von der Technikumstrasse ins Heiligbergquartier hochführt. Der verkehrsbefreite Abschnitt der Strasse wird im Inventar historischer Verkehrswege der Schweiz als Objekt von nationaler Bedeutung geführt.

## Verlauf
Die Turmhaldenstrasse zweigt gegenüber der Steiggasse von der Technikumstrasse Richtung Süden ab. Bereits nach wenigen Metern überquert die Strasse die Eulach. Auf den ersten 150 Metern ist sie als normale Strasse für den Verkehr befahrbar und dient als Quartierstrasse der Erschliessung verschiedener Gebäude, darunter westseitig direkt bei der Technikumstrasse des ältesten Wohngebäudes ausserhalb der Altstadt, des 1718 gebauten Wollenhofs und des neobarocken Wohnhauses Corti sowie ostseitig der Bar «Das Schmale Handtuch» sowie der 1640 erbauten Hofstadlerscheune. Danach folgt der normale Verkehr weiter der Langgasse oder zweigt in Richtung Heiligbergstrasse ab, während die Turmhaldenstrasse geradeaus als Fussweg weiterführt.
Auf den restlichen 225 Metern, im Volksmund auch «Hohle Gasse» genannt, führt die Strasse durch einen 7 Meter tiefen Hohlweg mit einer Sohlenbreite von 2,5–3,5 m, einen der tiefsten Hohlwege im Kanton Zürich. Dieser Streckenabschnitt führt hinauf zur Hochwachtstrasse, überwindet dabei eine Höhendifferenz von rund 32 Metern und führt dabei durch einen parkähnlichen, bewaldeten Abschnitt. Das Strassenbett ist geschottert, gewalzt und gesplittet und wird von Handquadern eingefasst. Westseitig wird die Strasse weiter mit einer Sockelmauer aus Beton gestützt, ostseitig sind teilweise noch alte Trockenmauern erhalten. 2007 wurde beidseitig zudem noch eine Laubabschrankung aus imprägnierten Brettern dazu gebaut. Die für diesen Abschnitt erfolgte Einstufung als Spezialfall mit nationaler Bedeutung im Inventar historischer Verkehrswege verdankt die Strasse der «geglückten, rücksichtsvollen Integration» der Strasse in die heutige Stadt.

## Geschichte
Die Turmhaldenstrasse respektive zumindest der von ihr benutzte Hohlweg dürfte in ihrer Entstehung auf die Entstehungszeit Winterthurs im frühen Mittelalter zurückgehen und als Erschliessungsweg von der Stadt zur Breite und insbesondere zum Eschenberg gedient haben.
Von 1892 bis 1921 wurde die Strasse als Hochwachtweg bezeichnet. Der heutige Name nimmt Bezug auf den Winturm, der in dieser Gegend stand, wobei bereits der Chronist Laurentius Bosshart 1529 die Bezeichnung «turmhalden» bei der Beschreibung des heute nicht mehr genau bekannten Turmstandorts benutzte.